# Pull (album de Winger)
Pour les articles homonymes, voir Pull (homonymie).
Albums de Winger
In the Heart of the Young
(1990) IV
(2006)
Singles
Pull est le 3e album studio du groupe Winger sorti en 1993.

## Titres
Toutes les pistes par Kip Winger & Reb Beach, sauf indication.
1. Blind Revolution Mad - 5:25 -
2. Down Incognito - 3:49 -
3. Spell I'm Under - 3:56 - (K.Winger)
4. In My Veins - 3:15 -
5. Junkyard Dog (Tears On Stone) - 6:54 -
6. The Lucky One - 5:21 -
7. In For The Kill - 4:13 -
8. No Man's Land - 3:18 -
9. Like A Ritual - 5:03 -
10. Who's The One - 5:53 -

### Titre bonus
1. Hell To Pay - 3:24 - (Japon)

## Classement
- Billboard 200: 83e

## Formation
- Kip Winger - chants, basse, claviers, guitare acoustique
- Reb Beach - guitares
- Rod Morgenstein - batterie, percussions

### Avec
- Frank Latorre - Harmonica sur "Down Incognito"
- Alex Acuna - Percussions sur "Like A Ritual" et "Who's The One"